# Катанеа-Казони деј Пери (Павија)
Катанеа-Казони деј Пери је насеље у Италији у округу Павија, региону Ломбардија.
Према процени из 2011. у насељу је живело 216 становника. Насеље се налази на надморској висини од 110 м.